# كايسا كورهونين
كايسا كورهونين (بالفنلندية: Kaisa Korhonen)‏ (20 يوليو 1941 – 25 أبريل 2024) هي كاتبة مسرحية ومغنية وكاتِبة ومخرجة وممثلة فنلندية، ولدت في 20 يوليو 1941 في ستكمو ‏ في فنلندا. من الجوائز التي نالتها جائزة إينو لينو ‏ سنة 1974.

## جوائز
- جائزة إينو لينو [الإنجليزية]‏ (1974)

## وصلات خارجية
- كايسا كورهونين على موقع IMDb (الإنجليزية)
- كايسا كورهونين على موقع ميوزك برينز (الإنجليزية)
- كايسا كورهونين على موقع ديسكوغز (الإنجليزية)